# بانک مرکزی کویت
بانک مرکزی کویت مهم‌ترین بانک در کشور کویت است. این بانک دینار کویت را عرضه می‌کند که با ارزش‌ترین واحد پولی در دنیا می‌باشد. این بانک همراه با بورس و وزارت بازرگانی کویت بازار این کشور را تنظیم می‌کند.

## تاریخچه
بانک مرکزی کویت در ۳۰ ژوئن ۱۹۶۹ افتتاح گشت.